# ÖAMTC
L'ÖAMTC (Österreichischer Automobil-, Motorrad- und Touring Club ; en français, "Touring Club automobile et moto d'Autriche") est une association à but non lucratif venant en aide aux conducteurs qui font appel à ses services. Il est issu de la fusion en 1946 de l'Österreichischen Touring-Club (créé en 1896) et de l'Österreichischer Automobil-Club (de) (en 1898).
L'ÖAMTC est membre de l'ARC Europe (fédération internationale des clubs automobiles, projets et services transfrontaliers) et membre des principales organisations internationales automobiles : Fédération Internationale de l’Automobile, Fédération internationale de motocyclisme. Il travaille en collabaration avec l'association allemande ADAC.

## Généralités

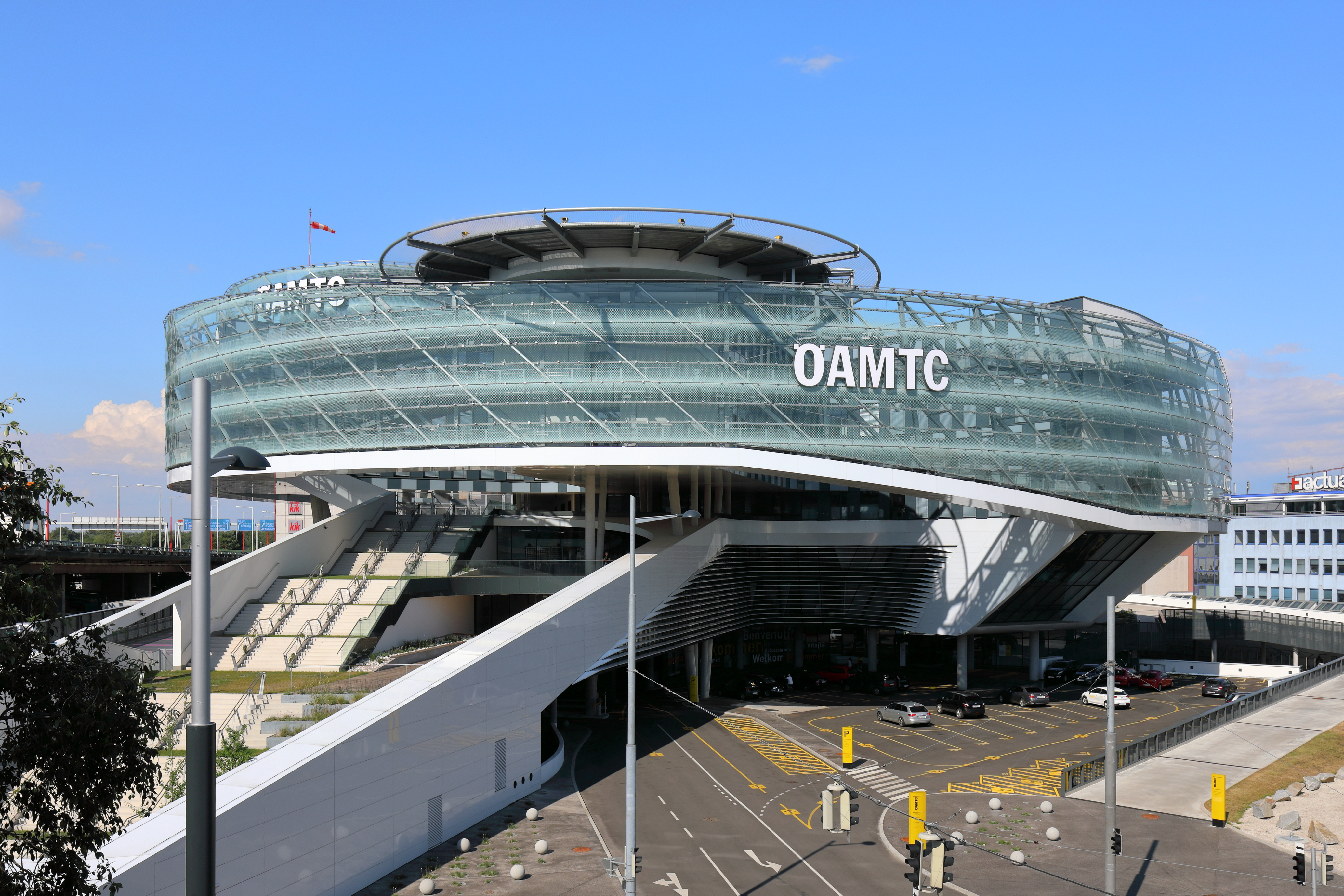
Centre ÖAMTC, Vienne

L'ÖAMTC compte près de 1,9 million de membres en 2012. Il est l'Association d'automobilistes la plus importante en Autriche, la septième au monde.
Il agit en fédération, une association dans chacun des Lander, celle de Vienne, de la Basse-Autriche et du Burgenland n'en forme qu'une. L'ÖAMTC est financé uniquement par les cotisations des membres et les bénéfices de ses activités, il ne reçoit aucune subvention gouvernementale. En sa qualité d'association à but non lucratif, il fournit également des services au public, comme une ambulance aérienne.

## Sport
L'Oberste Nationale Sportkommission für den Kraftfahrsport (de) (Commission nationale des sports automobiles), au sein de l'ÖAMTC, est la principale association sportive automobile en Autriche, organisant ce sport dans le pays, est membre de la FIA et de la FIM.

## Assistance automobile
En plus de représenter l'automobiliste en tant qu'ONG, le club offre une variété de services à ses membres, tels que :
Urgences

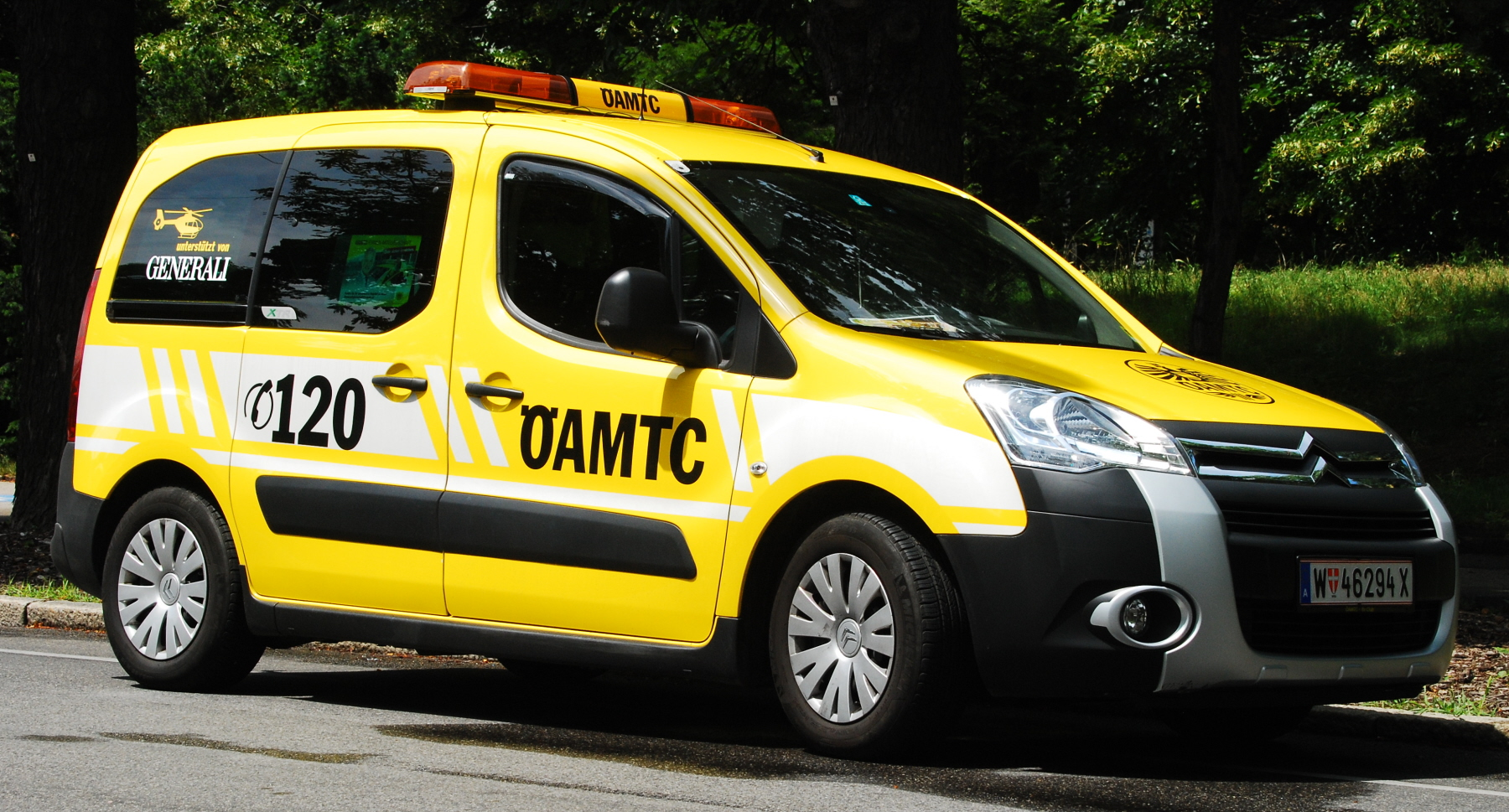
Véhicule d'intervention ÖAMTC

Sur l'ensemble de l'Autriche, il existe un numéro, le 120, pour l'assistance en cas de panne. Les "Anges jaunes" interviennent 24 heures sur 24. L'ÖAMTC met en avant la réparation et la sécurité sur place. La grande majorité des pannes sont résolues sur place, sinon le véhicule est remorqué jusqu'à un garage et la poursuite du voyage du participant et de ses compagnons est organisée (transports, logement). En 2012, il est intervenu 715 075 fois.
La coordination des opérations se fait par quatre centres. 500 véhicules sont répartis sur 100 lieux.
Elle peut se faire en collaboration avec tous les autres pays européens. Dans 16 centres européens d'appels d'urgence, plus de 250 collaborateurs germanophones sont disponibles pour fournir une assistance d'urgence et de soutien.
Services techniques
À la base l'ÖAMTC offre à ses membres divers services techniques. Il s'agit notamment de la vignette, du contrôle des véhicules d'occasion, de sécurité et des services de garagiste.
Assistance juridique
Les membres peuvent bénéficier d'une assistance juridique gratuite sur les accidents et les dommages, les contrats d'assurance, l'achat et la réparation de véhicules.
Association de consommateurs

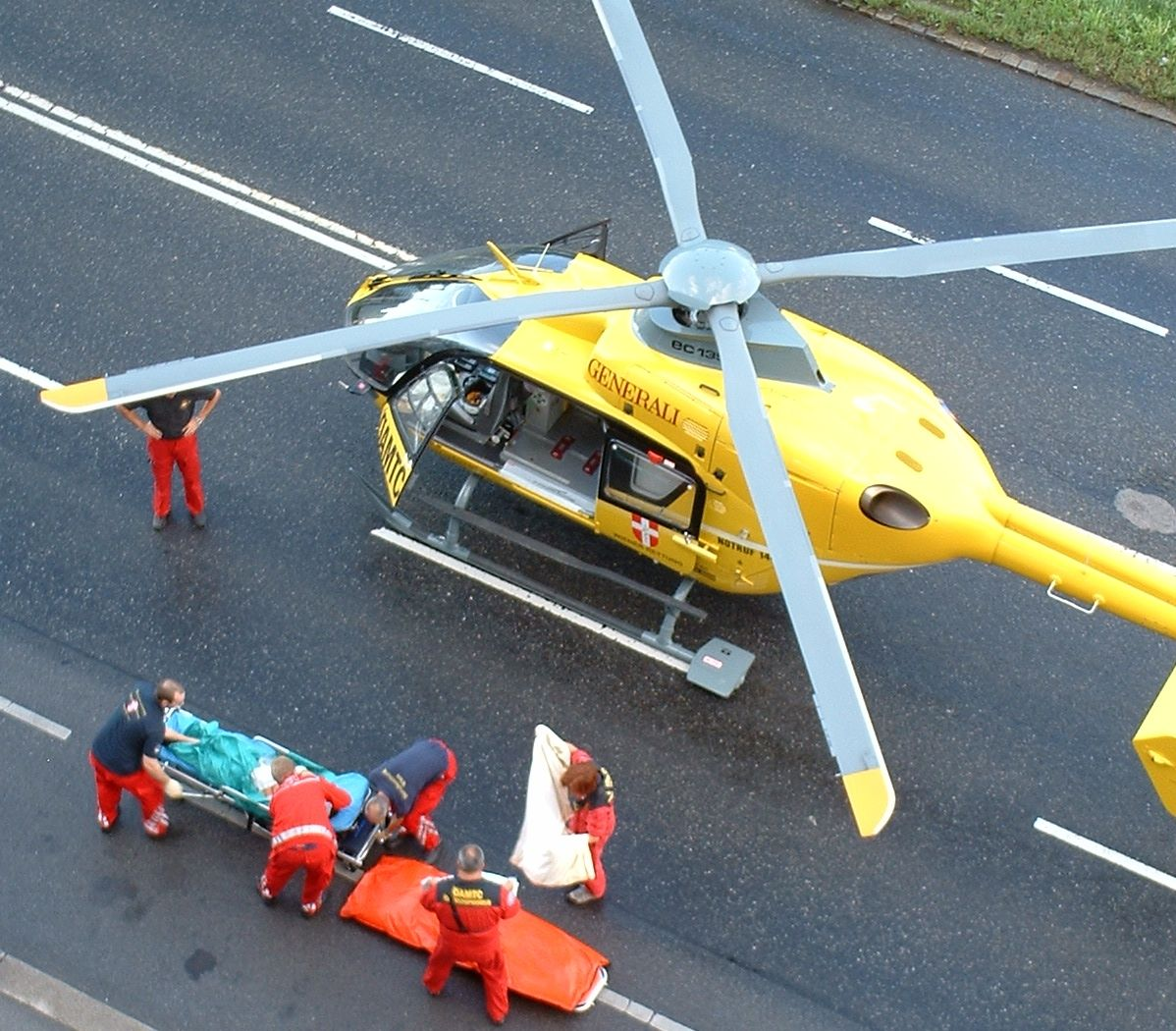
Hélicoptère de l'ÖAMTC en intervention

Les experts, notamment juridiques, techniques, économiques et psychologues, défendent les intérêts des conducteurs autrichiens et testent les services des automobiles et des accessoires, principalement la sécurité.
Christophorus Flugrettungsverein
Dans l'ensemble de l'Autriche, on trouve 16 héliports de secours. Jusqu'en 2001, les hélicoptères de l'ÖAMTC intervenaient en collaboration avec la Bundesheer et la Bundesgendarmerie. La collaboration de la Christophorus Flugrettungsverein (de) s'étend aujourd'hui avec la Croix-Rouge autrichienne (de), les secours en montagne et la Berufsrettung Wien (de). l'hélicoptère de secours est utilisé en cas d'accident de la circulation mais aussi d'accident dans les montagnes ou d'urgences médicales.
Centres techniques de conduite
Le club possède des centres techniques de conduite, formant au permis de conduire, à une plus grande maîtrise, à l'enseignement professionnel de chauffeur de poids-lourd ou de conducteurs de véhicules d'urgence. Outre des centres classiques, l'ÖAMTC propose des centres spéciaux pour la conduite sur la neige ou la terre.
Centres classiques :
- Saalfelden (Salzbourg)
- Innsbruck (Tyrol)
- Kalwang (Styrie)
- Lang-Lebring (Styrie)
- Marchtrenk (Haute-Autriche)
- Mölbling (Carinthie)
- Röthis (Vorarlberg)
- Teesdorf (Basse-Autriche)
- Melk-Wachauring (Basse-Autriche)

Centres sur neige :
- Faistenau-Fuschlsee (Salzbourg)
- Baldramsdorf (Carinthie)

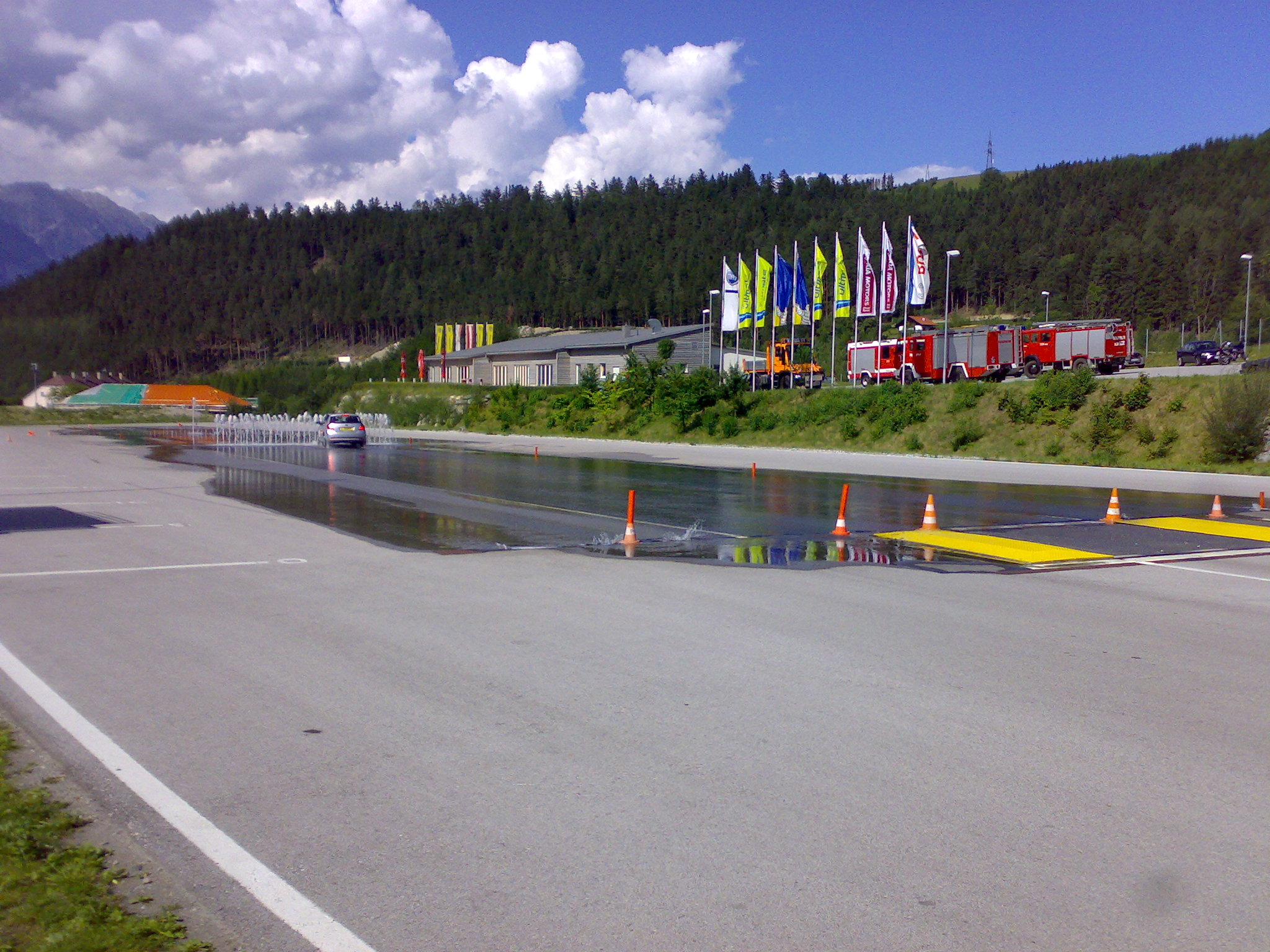
Centre d'Innsbruck

- Lackenhof-Ötscher (Basse-Autriche)
- Semmering-Stuhleck (Basse-Autriche)

Centres hors pistes :
- Stotzing Off-Road-Zentrum (Burgenland)

Information
L'ÖAMTC publie un magazine mensuel Auto touring (de) à destination de ses membres. Elle étend ce service par un site Internet.
Informations sur le trafic
Depuis 1965, l'ÖAMTC informe avec l'ORF sur la situation du trafic sur les routes autrichiennes.
Autres services
L'ÖAMTC propose à ses membres une gamme de polices d'assurance. Le catalogue comprend des services d'assurance de véhicules, des personnes, voyage et l'assurance de biens.
Il organise des voyages et propose aussi ces services aux non-membres.
En tant que membre, on a droit à de nombreuses réductions de la part de magasins et d'entreprises.

## Source de traduction
- (de) Cet article est partiellement ou en totalité issu de l’article de Wikipédia en allemand intitulé « Österreichischer Automobil-, Motorrad- und Touring Club » (voir la liste des auteurs).